# Conus insularis
Espèce
Conus insularis est une espèce de mollusques gastéropodes marins de la famille des Conidae.
Comme toutes les espèces du genre Conus, ces escargots sont prédateurs et venimeux. Ils sont capables de « piquer » les humains et doivent donc être manipulés avec précaution, voire pas du tout.

## Taxonomie

### Publication originale
L'espèce Conus insularis a été décrite pour la première fois en 1791 par le naturaliste et chimiste allemand Johann Friedrich Gmelin dans la publication intitulée « Systema Naturae Linneaeus Ed. 13 »,.

### Synonymes
- Conus caracanus Hwass, 1792 · non accepté
- Conus cedonulli insularis Gmelin, 1791 · non accepté
- Conus cedonulli  var. caracanus Hwass, 1792 · non accepté
- Tenorioconus caracanus (Hwass, 1792) · non accepté
- Tenorioconus insularis (Gmelin, 1791) · non accepté